# Parco nazionale delle isole Zembra e Zembretta
Il parco nazionale delle isole Zembra e Zembretta è un'area protetta situata nella parte nord-orientale del golfo di Tunisi, comprendente l'arcipelago delle isole omonime.

## Fauna
Nonostante nel parco non siano mai state segnalate od osservate specie di anfibi, Zembra ospita tre specie di lucertole (Hemidactylus turcicus, Chalcides ocellatus e Psammodromus algirus) e tre specie di serpenti (Hemorrhois hippocrepis, Malpolon insignitus e Macroprotodon mauritanicus).
Per quanto riguarda l'avifauna, l'arcipelago è situato lungo la rotta di migrazione che passa attraverso la Tunisia e il canale di Sicilia. Tuttavia Zembra è nota soprattutto per la presenza della più grande colonia di berta maggiore atlantica di tutto il Mediterraneo: sono più di 25.000 le coppie che nidificano sulle falesie rocciose tra febbraio e ottobre. Inoltre, l'arcipelago è l'unica località della Tunisia (assieme all'isola di La Galite) in cui si riproduce il gabbiano corso, una specie a rischio. Infine, è da segnalare anche la presenza di specie nidificanti, come il marangone dal ciuffo, e la più grande concentrazione di falchi pellegrini di tutta la Tunisia, costituita da undici coppie, oltre ad una coppia di lanari.
La fauna marina è caratterizzata da un benthos di substrato duro. Inoltre, in numerose zone di Zembra e Zembretta è presente la patella gigante. Quanto alla fauna ittica, essa è piuttosto diversificata e ricca di cernie e ricciole. Sono presenti anche numerosi delfini.
Infine, Zembra presenta numerose grotte potenzialmente idonee ad ospitare la foca monaca, che tuttavia è scomparsa qui dal 1975.

## Flora
La flora terrestre di Zembra è paragonabile a quella del capo Bon e comprende quattro specie endemiche della Tunisia. Essa si distingue, tuttavia, per la presenza di specie molto rare. La flora marina è caratterizzata dall'assenza di specie termofile e presenta delle affinità con quella del mar Mediterraneo nord-occidentale. Questo fa di questo arcipelago una zona speciale dal punto di vista biogeografico, non solamente rispetto al resto della Tunisia, ma all'intero Nordafrica. Per quanto concerne la biodiversità animale, invece, la fauna di Zembra presenta tre caratteristiche fondamentali riscontrabili in molti altri ambienti insulari: povertà di specie, squilibrio nella composizione delle specie rispetto al continente limitrofo e abbondanza di esemplari di ogni specie.

## Protezione
Zembra e Zembretta furono inserite sulla lista delle riserve della biosfera dell'UNESCO nel gennaio 1977. Un decreto risalente al 1º aprile dello stesso anno trasformò l'arcipelago in parco nazionale. Le due isole, infine, sono classificate come «area specialmente protetta di importanza mediterranea» ai sensi della Convenzione di Barcellona.